# Јунаци нашег доба (2. сезона)
Друга и последња сезона телевизијске серије Јунаци нашег доба емитовала се од 23. новембра 2021. до 31. децембра 2021. године на мрежи Суперстар ТВ. Друга сезона се састоји од 24 епизоде.

## Радња
У новој сезони пратимо како ће се расплести прича о судбинама чланова породице Чичановић и хоће ли новопечени председник општине Чичко успети да се супротстави бескрупулозном шефу странке Музићу.
Потом како ће проћи новоуспостављена каријера Чичкове супруге Маје и колико она за свој успех дугује чика Пери, шта ће бити са Олгиним романом, ко је у ствари главни јунак њене књиге и које су природе њени односи са издавачем Бојанићем.
Велики новац променио је понашање Врућка и пореметио односе у његовој породици, а да ли ће му донети срећу или катастрофу; да ли ће успети да сину своје сестре Алке обезбеди новчану потпору од стране Шпица и његовог ујака Житомира или ће се све завршити катастрофално...
Сашка и Срђан покушавају да положе последње испите. Петрусијану не може да препозна земљу коју је напустио као младић и чини му се, без обзира на велико богатство које поседује, да овде просто није никоме могуће помоћи.

## Епизоде
| Бр. еп. (укупно) | Бр. еп. (у сезони) | Наслов          | Редитељ              | Сценариста                  | Премијера          |
| --- | ------------------ | --------------- | -------------------- | --------------------------- | ------------------ |
| 22 | 1                  | „Епизода 2.1”   | Михаило Вукобратовић | Синиша Павић и Љиљана Павић | 23. новембар 2021. |
| У породици тетка Стане долази до великог проблема јер због неплаћених рачуна за струју извршитељи хоће да им заплене и продају стан. |                    |                 |                      |                             |                    |
| 23 | 2                  | „Епизода 2.2”   | Михаило Вукобратовић | Синиша Павић и Љиљана Павић | 24. новембар 2021. |
| Тетка Стана са Срђаном долази код председника општине Чичановића са молбом да заустави одлуку о њеном исељењу из стана. Врућко у сусрету са некадашњом девојком Зорицом покушава да обнови стару љубав. Миле Музић даје предлоге инвестиционих планова у којима би могао да учествује господин Петрусијану. |                    |                 |                      |                             |                    |
| 24 | 3                  | „Епизода 2.3”   | Михаило Вукобратовић | Синиша Павић и Љиљана Павић | 25. новембар 2021. |
| Музић информише Петрусијануа да ће председник општине Чичановић бити смењен због корупције. Зорица види да Врућко има неки велики новац и има план како да му га узме. Вића долази у библиотеку у којој Сашка спрема испит, са вереничким прстеном. Издавач Бојанић и Олга не могу да се споразумеју око уговора за њен роман. |                    |                 |                      |                             |                    |
| 25 | 4                  | „Епизода 2.4”   | Михаило Вукобратовић | Синиша Павић и Љиљана Павић | 29. новембар 2021. |
| Врућко одлази на бензинску пумпу Шпиц Петрол како би се са Шпицом и Житком "договорио" око издржавања своје сестре и њеног сина Пеце. Чичкова секретарица хоће да да отказ како би спречили трачеве који круже општином. У Врућковој кући Јована показује фотографије које је кришом снимила пратећи га, у сусрету са службеницом банке. |                    |                 |                      |                             |                    |
| 26 | 5                  | „Епизода 2.5”   | Михаило Вукобратовић | Синиша Павић и Љиљана Павић | 30. новембар 2021. |
| У покушају да реши новонастале финансијске проблеме Чичко се за помоћ поново обраћа свом куму. У покушају да избегне све своје обавезе Шпиц је имовину преписао на ујака Житка, а себи је прибавио лажна лекарска уверења. Арса упозорава снају да је коришћење туђег рада неће никуда одвести. |                    |                 |                      |                             |                    |
| 27 | 6                  | „Епизода 2.6”   | Михаило Вукобратовић | Синиша Павић и Љиљана Павић | 1. децембар 2021.  |
| Издавач Бојанић упознаје свог партнера Петрусијануа са проблемима око издавања Олгиног романа. Бојанићева секретарица Цакана у разговору са Олгом на свој начин покушава да реши настале проблеме. Члан главног одбора Мишић подноси извештај о досијеу Чичановића свом шефу Музићу. Врућко покушава да договори састанак са Стојковићима у кафани код Малог Радојице. |                    |                 |                      |                             |                    |
| 28 | 7                  | „Епизода 2.7”   | Михаило Вукобратовић | Синиша Павић и Љиљана Павић | 2. децембар 2021.  |
| Чичко у великом сукобу са кумом сазнаје да је новац који му је дао Музић - у ствари кумов. Зорица плете мрежу око Врућка и позива га на састанак у отмени хотел. Сашка и Срђан не могу да разреше своје неспоразуме. |                    |                 |                      |                             |                    |
| 29 | 8                  | „Епизода 2.8”   | Михаило Вукобратовић | Синиша Павић и Љиљана Павић | 6. децембар 2021.  |
| Маја је позвана на регионални семинар на Блед где треба да представи свој рад о реформама који јој је уствари написао Чика Пера. Мишић извештава Музића да је његов син Вића заљубљен у Чичановићеву ћерку. Зорица открива Врућку свет неслућених финансијских могућности. |                    |                 |                      |                             |                    |
| 30 | 9                  | „Епизода 2.9”   | Михаило Вукобратовић | Синиша Павић и Љиљана Павић | 7. децембар 2021.  |
| Чичко покушава да свом оцу Арси представи сву тежину ситуације у којој се налази. Врућкова породица се организује не би ли му некако одузела торбу са новцем. Извршитеља, који долази на врата тетка Стане, чека велико изненађење. |                    |                 |                      |                             |                    |
| 31 | 10                 | „Епизода 2.10”  | Михаило Вукобратовић | Синиша Павић и Љиљана Павић | 8. децембар 2021.  |
| Главни одбор Музићеве странке искључује Чичановића. Врућко припрема Радојицу за велики састанак на коме од Стојковића треба да узме новац. Петрусијану ангажује адвоката Сретеновића за специјални задатак. |                    |                 |                      |                             |                    |
| 32 | 11                 | „Епизода 2.11”  | Михаило Вукобратовић | Синиша Павић и Љиљана Павић | 9. децембар 2021.  |
| Радојица за услуге које му тражи Врућко захтева десет посто од укупне цифре дуговања Стојковића према Врућку. На главном одбору странке износе се "докази" против Чичановића. Петрусијану пита адвоката Сретеновића да након дипломирања запосли Срђана као приправника. Пред зграду у којој станује тетка Стана долази камион за исељавање. Секретарица Марина саопштава Чичку да управо заседа главни одбор који га избацује из странке.                                                                                |                    |                 |                      |                             |                    |
| 33 | 12                 | „Епизода 2.12”  | Михаило Вукобратовић | Синиша Павић и Љиљана Павић | 13. децембар 2021. |
| Срђан мора да напусти испит како би се вратио кући и помогао тетка Стани у спречавању исељења. Сашка која од Срђана сазнаје да их исељавају из стана одлази код оца да га замоли да им помогне и спречи принудно исељење. Главни одбор странке на Музићев предлог једногласно избацује Чичановића из странке. Издавач Бојанић од Цакане сазнаје да је Олга у великом проблему. |                    |                 |                      |                             |                    |
| 34 | 13                 | „Епизода 2.13”  | Михаило Вукобратовић | Синиша Павић и Љиљана Павић | 14. децембар 2021. |
| У кафани код Малог Радојице почињу тешки преговори Врућка са Тихомиром и Житком Стојковићем око плаћања издржавања за малог Пецу. Олга долази код председника општине да узме теткине папире за стан и он јој саопштава да није надлежан за њихов случај. Сашка од брата узима навијачке реквизите и заједно са Вићом одлази да пружи подршку Срђану и његовој породици. |                    |                 |                      |                             |                    |
| 35 | 14                 | „Епизода 2.14”  | Михаило Вукобратовић | Синиша Павић и Љиљана Павић | 15. децембар 2021. |
| Чланови главног одбора, Мишић и Прлинчевић, добијају од Музића специјални задатак: како ће да наступе на седници скупштине општине приликом смењивања Чичановића. Кад је чуо величину цифре коју тражи Врућко, Шпицу је одмах позлило. Чичановића. У покушају да спречи исељење Чичановић држи говор окупљеним грађанима са балкона. Протестима се придружује и издавач Бојанић. |                    |                 |                      |                             |                    |
| 36 | 15                 | „Епизода 2.15”  | Михаило Вукобратовић | Синиша Павић и Љиљана Павић | 16. децембар 2021. |
| Чика Пера, љут због Мајиног присвајања његовог ауторског рада, долази у кућу Чичановића са намером да је натера да призна да је плагирала његов рад и да он треба да иде на Блед да држи реферат. При покушају да насилно отворе врата Станивуковића сукобљавају се извршитељ и председник општине Чичановић. Вића шаље оцу видео снимке догађаја, притом хвали Чичановића. Алка каже брату да је цифра коју тражи мала а Радојица их моли да тај захтев смање, јер иначе неће добити ништа.                              |                    |                 |                      |                             |                    |
| 37 | 16                 | „Епизода 2.16”  | Михаило Вукобратовић | Синиша Павић и Љиљана Павић | 20. децембар 2021. |
| После завршене "битке" око стана Станивуковића, Чичко вида ране а путем друштвених мрежа слике са догађаја из улице Невиних жртава прошириле су се по целом граду. Прлинчевић је први дотрчао до Музића да му саопшти најновије вести, а адвокат Сретеновић објашњава Петрусијану како ће се ствари даље одвијати. |                    |                 |                      |                             |                    |
| 38 | 17                 | „Епизода 2.17”  | Михаило Вукобратовић | Синиша Павић и Љиљана Павић | 21. децембар 2021. |
| Мишић у специјалној мисији за откривање корупције разговара са сликаром Руфусом о томе ко му је тражио новац за одређене услуге. После дуготрајних натезања у кафани код Малог Радојице Стојковићи коначно потписују споразум са Врућком а једина права жртва ове "афере" је Радојица коме је позлило. У разговору са оцем Чичко покушава да објасни Арси шта се у ствари десило и каква је била његова улога у тим догађајима. Дринка са братом и снајом се припрема да од Врућка отме новце.                            |                    |                 |                      |                             |                    |
| 39 | 18                 | „Епизода 2.18”  | Михаило Вукобратовић | Синиша Павић и Љиљана Павић | 22. децембар 2021. |
| Покушај чланова Врућкове породице да му отму новац се завршио потпуном катастрофом, извукавши се из те ситуације он одлази на састанак са Зорицом и њеним шефом. Арса говори својој снаји да је велика срамота не само то што је направила плагијат него што је умислила да је туђи рад њен. Срђан полаже последњи испит. Петрусијану долази да присуствује испиту. |                    |                 |                      |                             |                    |
| 40 | 19                 | „Епизода 2.19”  | Михаило Вукобратовић | Синиша Павић и Љиљана Павић | 23. децембар 2021. |
| Срђан је коначно дипломирао и прве честитке добија од Сашке. Цакана са уговором за књигу долази код Олге. Врућко је потписао уговор са "инвестиционим фондом" са Флориде, и Зорица га оставља у апартману, а она одлази са новцем. Петрусијану даје задатак адвокату Сретеновићу да на аукцији купи тетка Станин стан. Јована позива Дринку да иду у хотел и покушају да спасу нешто од новца који Врућко немилице троши.                                                                                                 |                    |                 |                      |                             |                    |
| 41 | 20                 | „Епизода 2.'20” | Михаило Вукобратовић | Синиша Павић и Љиљана Павић | 27. децембар 2021. |
| Музић саопштава свом сину Вићи да мора да напусти факултет и посвети се политици, а први задатак му је да на седници скупштине општине каже како је случајно учествовао у организацији демонстрација подршке Чичановићу. Адвокат Сретеновић у име Петрусијануа на аукцији купује стан тетка Стане и документа даје Срђану. Председник општине Чичановић пише оставку за коју зна да неће бити усвојена него да ће бити смењен. Петрусијану са адвокатом разматра могућност да на скупштини Чичановић ипак не буде смењен. |                    |                 |                      |                             |                    |
| 42 | 21                 | „Епизода 2.'21” | Михаило Вукобратовић | Синиша Павић и Љиљана Павић | 28. децембар 2021. |
| Мишић ће помоћи адвокату Сретеновићу да поткупи неке одборнике како би на седници скупштине гласали за Чичановића. Пошто се Зорица не јавља на телефон Врућко одлази у банку у којој полиција истражује нестанак новца, а појављује се велики број преварених људи. Олга коначно са издавачем потписује уговор за штампање њеног романа. Роналдо креће на полагање поправног испита. |                    |                 |                      |                             |                    |
| 43 | 22                 | „Епизода 2.'22” | Михаило Вукобратовић | Синиша Павић и Љиљана Павић | 29. децембар 2021. |
| Роналдо је положио поправни испит а Сашка је коначно дипломирала тако што је на последњем испиту добила десетку. Врућко ће од случајно откривених пара Стојковића узети "свој део". Маја се консултује са мајком и одлази код директора да му каже праву истину о свом реферату. Почиње дуго очекивана седница скупштине општине о разрешењу председника Чичановића. |                    |                 |                      |                             |                    |
| 44 | 23                 | „Епизода 2.'23” | Михаило Вукобратовић | Синиша Павић и Љиљана Павић | 30. децембар 2021. |
| Скупштина општине је једним гласом више изгласала поверење Мирославу Чичановићу па је његова партија напустила заседање, а он је после добијеног поверења одборника поднео оставку. Маја враћа чика Пери његов ауторски рад и тражи му да јој то плати двадесет хиљада евра. |                    |                 |                      |                             |                    |
| 45 | 24                 | „Епизода 2.'24” | Михаило Вукобратовић | Синиша Павић и Љиљана Павић | 31. децембар 2021. |
| Врућко окупља целу породицу и свакоме даје по један део новца. У кући Чичановића славе положен испит Сашке и пролазак на поправном Роналда као и Мајин повратак у породицу. Врућко и Алка преузимају кафану Малог Радојице. Петрусијану оснива велики хуманитарни фонд којим ће управљати Срђан а једну од важних функција обављаће Чичановић. |                    |                 |                      |                             |                    |